# میدوی، شهرستان کلی، تنسی
میدوی (به انگلیسی: Midway) یک منطقهٔ مسکونی در ایالات متحده آمریکا است که در شهرستان کلی، تنسی واقع شده‌است. میدوی ۲۸۱٫۹۴ متر بالاتر از سطح دریا واقع شده‌است.